# Anaka spinosa
Anaka spinosa är en insektsart som beskrevs av Thapa och Sohi 1986. Anaka spinosa ingår i släktet Anaka och familjen dvärgstritar. Inga underarter finns listade i Catalogue of Life.